# 朱勉㘱
光阳荣靖王朱勉㘱（1453年—1512年8月27日），或作朱勉坍，明朝伊简王朱颙炔庶次子，一作庶第三子，母张氏。伊厉王朱㰘孙，明太祖曾孙。明朝唯一一代光阳王。

## 生平
天顺五年（1461年）正月获得赐名。
成化四年（1468年）十月，明宪宗命廣平侯袁瑄、駙馬都尉周璟、慶雲伯周壽為正使，尚寶司司丞薛胤、禮科給事中張賓、吏科給事中李和為副使，冊封朱勉㘱為光陽王。
成化十六年（1480年）十一月，朱勉㘱奏称自己先前蒙賜祿米二千石，本色折色各半，近期获准自造房屋，工役繁多，供應多缺，请求禄米全给本色。户部上奏，宪宗命折色祿米改給本色一年，其他人不得引以為例。
正德七年（1512年）七月，朱勉㘱薨，輟朝一日，按例賜祭葬，谥榮靖。他没有儿子，死后封国取消。

## 影响
朱勉㘱的王妃王氏有侄子庶吉士王邦瑞。按舊例，和王妃有亲戚的文官不能升任京官，但王妃已故无出的不受此限制。光阳王妃去世后，王邦瑞以此自诉，于正德十六年（1521年）六月得授廣德州知州。

## 评价
- 《弇山堂别集》卷074：寵祿光大，寬樂令終。